# Vieux Lyon - Cathédrale Saint-Jean (métro de Lyon)
Vieux Lyon - Cathédrale Saint-Jean est une station de la ligne D du métro de Lyon et des lignes de funiculaires F1 (Saint-Just) et F2 (Fourvière), située sous un îlot délimité par les rues du Doyenné, Jean-Carriès, Tramassac et Mourguet, dans le quartier de Saint-Jean (Vieux Lyon) dans le 5e arrondissement de Lyon, préfecture de la région Auvergne-Rhône-Alpes.
Elle est mise en service au fil des décennies et de l'ouverture successive des lignes : 1878 pour le funiculaire de Saint-Just, 1900 pour le funiculaire de Fourvière et sous sa forme actuelle en 1991, lors de l'ouverture à l'exploitation de la ligne D du métro en 1991.

## Situation ferroviaire
La station Vieux Lyon - Cathédrale Saint-Jean est située sur la ligne D, entre les stations Gorge de Loup et Bellecour et forme aussi la gare inférieure des funiculaires.

## Histoire

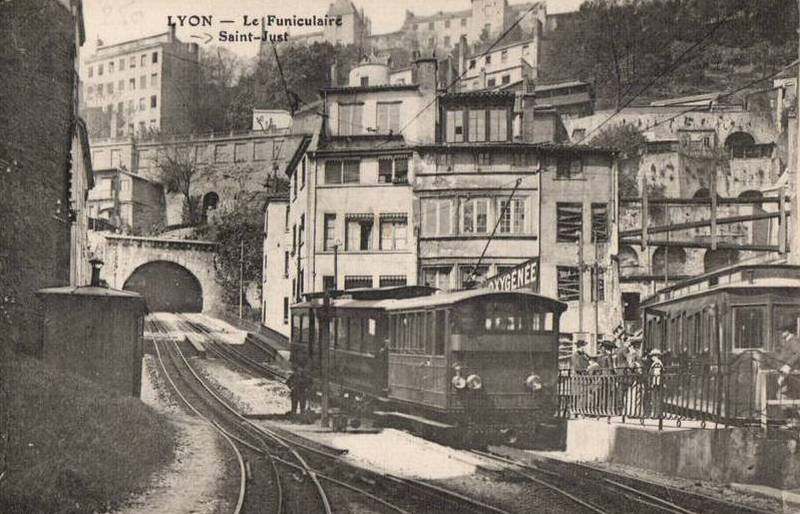
La station Saint-Jean en 1910. Ici, le chemin de fer à crémaillère ayant fonctionné de 1901 à 1955 à la place du funiculaire de Saint-Just. À droite, le funiculaire de Fourvière.

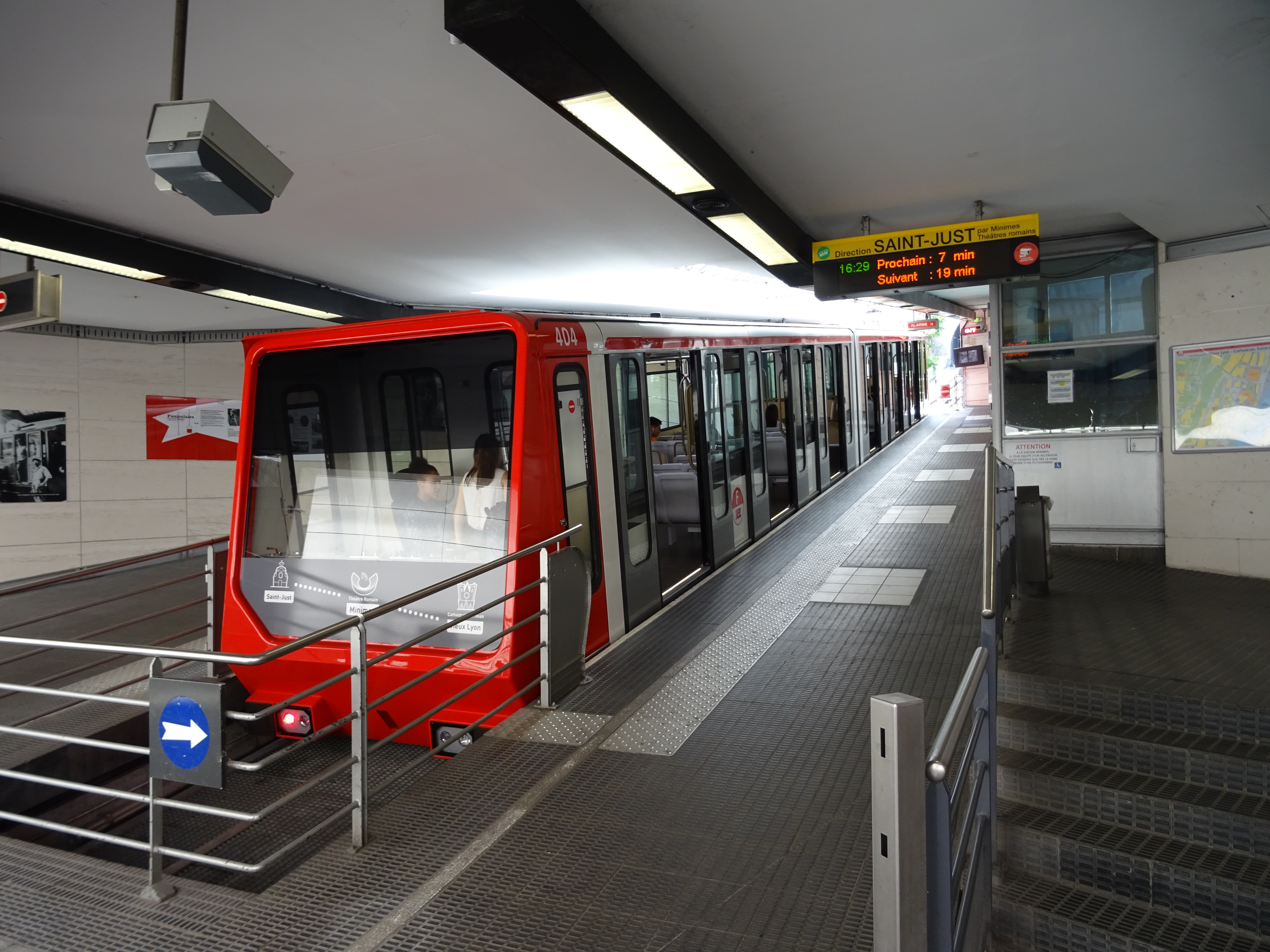
Le funiculaire de Saint-Just à quai.

,La station « Saint-Jean », son nom d'origine, est créée avec la ligne du funiculaire de Saint-Just le 8 août 1878, puis est rejointe par le funiculaire de Fourvière le 6 septembre 1900. Le funiculaire de Saint-Just fut transformé en 1901 en chemin de fer à crémaillère avant de redevenir un funiculaire en 1958, nécessitant la station à de nombreuses reprises.
La mise en service de la ligne D du métro de Lyon le 9 septembre 1991 marque un profond remaniement,,, : Elles sont entièrement reconstruites entre 1986 et 1988 pour être intégrées à la station de métro, qui prend le nom « Vieux Lyon - Cathédrale Saint-Jean », et est la plus profonde station du métro lyonnais, lequel a été creusé au tunnelier pour passer sous le Rhône et la Saône, et près de 30 mètres sous les funiculaires situés en surface. Les deux « stations » sont reliées par trois escalators faisant près de 21 mètres de dénivelé entre la surface et la mezzanine du métro.
Elle a été dessinée par le cabinet d’architecte Bernard Garbit, Bernard Pochon et associés. Son architecture se veut comme un mélange de modernisme, par l'utilisation du métal, et de l'architecture religieuse de par sa voûte romane au-dessus de la mezzanine et par les puits de lumière qui éclairent les grands escalators et rappellent la nef d'une cathédrale de par la grande hauteur sous-plafond.
La station de métro est construite selon le plan classique de deux voies encadrées par deux quais latéraux et sa création s'est accompagnée de l'équipement de la station d'ascenseurs pour l'accès aux personnes à mobilité réduite, tandis que les funiculaires disposent d'une voie encadrés par deux quais, un pour la montée et un pour la descente.
La station est équipée de portillon d'accès depuis le 6 août 2008. Il n'y a pas de personnel, des automates permettent l'achat et d'autres le compostage des billets. 
En 2012 à l'occasion des 150 ans de la « ficelle », une exposition permanente a été installée en divers endroits de la station, en particulier sur les quais des funiculaires, et retrace l'histoire de ce mode de transport à Lyon.

## Service des voyageurs

### Accueil
La station compte quatre accès, un dans chaque rue encadrant l'îlot couvrant la station : le principal accès est celui donnant sur la rue du Doyenné et faisant face à l'avenue Adolphe-Max menant à la Saône. Les trois autres donnent sur les rues Mourguet, Jean-Carriès et Tramassac, ce dernier débouchant sous les ponts permettant aux funiculaires de l'enjamber. Elle dispose en surface de distributeur automatique de titres de transport et de valideurs couplés avec les portillons d'accès.

### Desserte
Vieux Lyon - Cathédrale Saint-Jean est desservie par toutes les circulations des lignes.

### Intermodalité
La station est desservie par trois lignes du réseau Transports en commun lyonnais (TCL), de façon directe depuis la sortie principale de l'avenue Adolphe-Max on retrouve le terminus de la ligne 27 et en continuant sur cette avenue on rejoint les quais de Saône où passent les lignes C20/C20E et 31.
Outre les rues et places avoisinantes, elle permet de rejoindre à pied différents sites, notamment : le Vieux Lyon et notamment le quartier Saint-Jean, d'époque Renaissance, la primatiale Saint-Jean, la mairie annexe du 5e arrondissement et le palais de justice historique.

## Œuvre d'art
La station compte une œuvre d'art installée dans la mezzanine face aux grands escalators menant à la surface.
Il s'agit de l'œuvre baptisée « In Aeternum Renatus » réalisée par Geormillet, de son vrai nom Georges Millet. Composée de fragments de céramique et d'un texte en latin, cette œuvre fait référence à l'histoire de Lyon et à ses nombreux vestiges gallo-romain tandis que son titre fait référence au culte de Cybèle pour lequel on pratiquait le taurobole.